# 江柔璇
江柔璇（1991年12月17日—），台灣女藝人，為凱渥旗下新生代模特兒。2009年參加第三屆凱渥夢幻之星選拔賽，進入前20強，之後成為凱渥旗下成員。畢業於中山女高、國立台北大學企業管理系。在2014年台北車展中大放異彩後正式出道；目前為凱渥新生代Model。